# 王广廉
王廣廉（?—?），北宋政治人物。
早年在陕西漕司私行青苗法，春散秋敛，頗得王安石肯定，支持王安石變法。曾官河北提举常平官、河北轉運判官。後积劳成疾，“营职忧悴以致殒身”。